# Bartramia imbricatula
Bartramia imbricatula là một loài rêu trong họ Bartramiaceae. Loài này được Mitt. Müll. Hal. mô tả khoa học đầu tiên năm 1869.